# Taio
Taio és una antiga comuna (municipi) a la província de Trento a la regió italiana de Trentino - Tirol del Sud, localitzada uns 30 km al nord de Trento. A data del 31 de desembre de 2004, tenia 2.694 persones i una superfície d'11,3 km².
Taio limitava amb els següents municipis: Coredo, Denno, Nanno, Sanzeno, Tassullo, Ton, Tres i Vervò.
L'1 de gener 2015 es va fusionar amb els municipis de Smarano, Coredo, Tres i Vervò creant així el nou municipi de Predaia, del qual actualment és una frazione.